# Sosnowe Bagno
Sosnowe Bagno est une localité polonaise de la voïvodie de Podlachie et du powiat de Sokółka.